# Toni Kurz

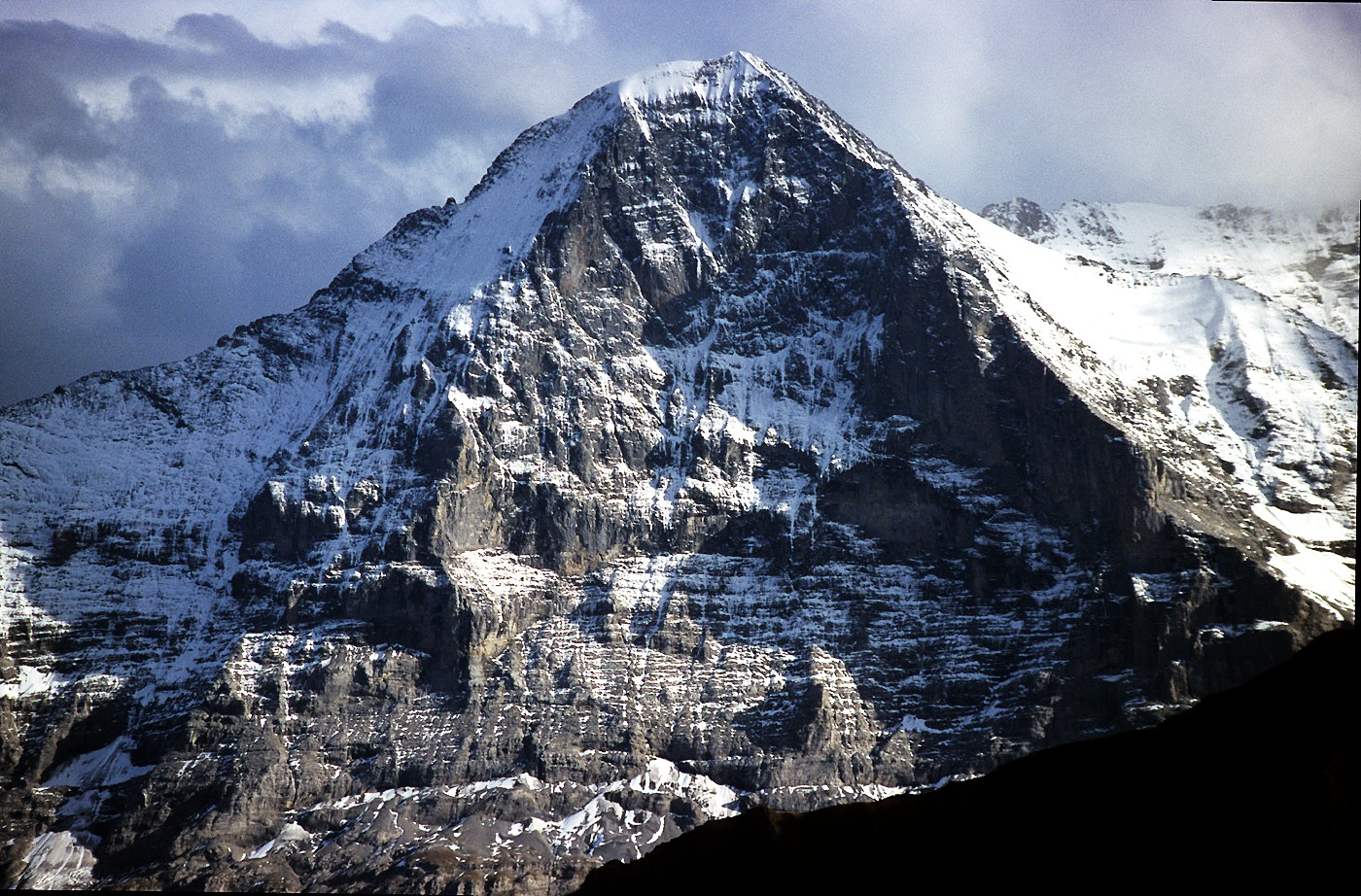
Eiger-Nordwand

Toni Kurz, född 3 januari 1913 i Berchtesgaden, död 22 juli 1936 på Eiger i Schweiz, var en tysk bergsklättrare.
Kurz klättrade oftast tillsammans med Andreas Hinterstoißer och de två var bästa vänner ända fram till sin död. Tillsammans med Hinterstoisser besteg de ofta berg i Berchtesgadenalperna, i Berchtesgaden, Tyskland. Kurz var aktiv klättrare på hög nivå för sin tid och var sedan 1932 en av de bästa klättrarna i Tyskland. 
Kurz är mest känd för att tillsammans med Andreas Hinterstoißer, Willy Angerer och Eduard Rainer försökt bestiga nordväggen på det 3970 meter höga berget Eiger. Nordväggen var 1936 fortfarande obestigen och Hitler hade utlyst en medalj till de klättrare som först lyckades bestiga den.  Klättringen gick till en början bra, men de var tvungna att dra till reträtt och efter en lavin störtade Hinterstoisser som var osäkrad. Senare dog även Angerer och Rainer; de föll av berget, men dog troligtvis redan av lavinen som svepte bort dem. Kurz klarade sig oskadd.
Kurz var ensam överlevande och lyckades klättra ned till en plats där en arbetare vid järnvägsstationen vid Rote Fluh på Eiger hörde hans rop. Jungfraubahn går igenom bergen upp till Rote Fluh. De kunde inget göra men hjälp skickades ut dagen efter. Kurz lyckades sånär rädda sig genom att fira ned sig med ett rep. Repet var dock för kort och guiderna som klättrat upp för att rädda honom skarvade repet med en knut, när Kurz skulle fira sig ner lyckades han inte få knuten genom karbinhaken och han dog strax ovanför guiderna som bara kunde titta på. Innan sin död sade Kurz: ”Ich kann nicht mehr” (Jag klarar inte mer), vilket blev hans sista ord, varpå han avled några sekunder senare.
Klättringen beskrivs bland annat i drama-dokumentären The Beckoning Scilence (2007) inspirerad av klättraren Joe Simpsons bok med samma namn och i spelfilmen Nordwand (2008) i regi av Philipp Stölzl.